# Machalí
Machalí è un comune del Cile della provincia di Cachapoal nella Regione del Libertador General Bernardo O'Higgins. Al censimento del 2002 possedeva una popolazione di 28.628 abitanti.

## Società

### Evoluzione demografica
| Censimento del 1992 | Censimento del 2002 |
| 24.152 ab.          | 28.628 ab.          |